# Rodete mandibular
Un rodete mandibular (torus mandibularis) es un crecimiento anormal óseo en la mandíbula a lo largo de la superficie cercana a la lengua. Los rodetes mandibulares generalmente se presentan cerca de los premolares y sobre la ubicación de la unión del músculo milohioideo con la mandíbula. En el 90% de los casos, se desarrollan rodetes en ambos lados (izquierdo y derecho), lo cual es una abrumadora situación de simetría bilateral.

## Epidemiología
La prevalencia de los rodetes mandibulares va del 5% al 40% y son menos comunes que los crecimientos óseos que se producen en el paladar, conocidos como rodetes palatinos. Los rodetes mandibulares suelen presentarse con mayor frecuencia en personas asiáticas e inuits, y son un poco más frecuentes en hombres. En los Estados Unidos, entre el 7% y el 10% de la población presenta casos de rodetes mandibulares, con un porcentaje de ocurrencia similar entre personas blancas y de color.

## Etiología
Se cree que existen varios factores causantes del desarrollo de los rodetes mandibulares. Habitualmente se producen a principios de la etapa adulta y se relacionan con el bruxismo. El tamaño de los rodetes puede variar en el tiempo, y en ciertas ocasiones pueden ser lo suficientemente grandes para tocarse entre sí en mitad de la boca. En consecuencia, se piensa que los rodetes mandibulares son el resultado de tensiones locales y no producto exclusivo de la genética. Una nueva teoría embriología ha sido propuesta para el origen del torus relacionada con el desarrollo de la mandíbula y la osificación del cartílago del primer arco faringeo o cartílago de Meckel [Rodríguez-Vázquez JF, Sakiyama K, Verdugo-López S, Amano O, Murakami G, Abe S.Origin of the torus mandibularis: an embryological hypothesis.Clin Anat. 2013 Nov;26(8):944-52. doi: 10.1002/ca.22275. PMID 23813628]

## Tratamiento
En general, los rodetes mandibulares son un suceso clínico que no requiere tratamiento. Existe la posibilidad de que se forme una úlcera en la zona del rodete debido a un traumatismo. Los rodetes también pueden dificultar la implantación de prótesis dentales. De ser necesaria la extracción del rodete, se puede realizar una cirugía para reducir el tamaño del hueso, pero el rodete podría llegar a formarse nuevamente cuando los dientes cercanos continuasen recibiendo presión local.